# Sergio Sollima
Sergio Sollima, niekiedy pod pseudonimem Simon Sterling (ur. 17 kwietnia 1921 w Rzymie, zm. 1 lipca 2015 tamże) – włoski reżyser i scenarzysta filmowy.

## Życiorys
W 1935 ukończył studia na rzymskiej uczelni filmowej Centro sperimentale di cinematografia. Podczas II wojny światowej był członkiem włoskiego ruchu oporu.
Po wojnie stopniowo awansował od krytyka filmowego do scenarzysty, a następnie został reżyserem. I podobnie jak wielu włoskich reżyserów, rozpoczął karierę jako scenarzysta w latach 50., natomiast w latach 60. pisząc scenariusze do produkcji kina miecza i sandałów. Debiutował jako reżyser, realizując jedną z czterech sekwencji w antologii filmowej Trudna miłość (wł. L'Amore difficile). Następnie wyreżyserował trzy filmy z gatunku eurospy, aby potem przejść do spaghetti westernów. Pierwszy z nich, Colorado (z udziałem Lee Van Cleefa i Tomása Miliána) został wydany w 1966 i odniósł duży sukces, pomimo faktu, że musiał konkurować z Dobry, zły i brzydki i Django. Wkrótce nakręcił jeszcze dwa westerny, czyli Twarzą w twarz (wł. Faccia a faccia) w 1967, a także Corri, uomo, corri w 1968. Chociaż wyreżyserował zaledwie trzy westerny i nigdy nie osiągnęły one takiego poziomu popularności jak dzieła Sergio Leone i Sergio Corbucciego, każdy z nich jest wysoko ceniony wśród miłośników gatunku.
Jego syn, Stefano Sollima, również został reżyserem i scenarzystą.

## Filmografia

### Reżyser i scenarzysta
- Agente 3S3: Passaporto per l'inferno (1965)
- Agente 3S3, massacro al sole (1966)
- Requiem per un agente segreto (1966)

- Colorado (La resa dei conti, 1967)
- Twarzą w twarz (Faccia a faccia, 1967)
- Corri uomo corri (1968)
- Miasto przemocy (Città violenta, 1970)
- Il diavolo nel cervello (1972)
- Rewolwer (Revolver, 1973)
- Czarny korsarz (Il corsaro nero, 1976)
- Sandokan (1976) – miniserial
- Powrót Sandokana (La tigre è ancora viva: Sandokan alla riscossa!, 1977)
- Celuloidowe dzieci (I ragazzi di celluloide, 1981–1984) – miniserial
- Uomo contro uomo (1987) – miniserial
- Miłosne pas (Passi d’amore, 1990)
- Berlin '39 (1993)
- Syn Sandokana (Il figlio di Sandokan, 1998) – miniserial

### Scenarzysta
- Persiane chiuse (1951)
- Tripoli, bel suol d’amore (1954)
- Carosello di canzoni (1958)
- Ricordati di Napoli (1958)
- Il mondo dei miracoli (1959)
- Il cavaliere dai cento volti (1960)
- Madri pericolose (1960)
- I Teddy boys della canzone (1960)
- Ursus (1961)
- Una spada nell'ombra (1961)
- Goliath contro i giganti (1961)
- Il segreto dello sparviero nero (1961)
- La furia di Ercole (1962)
- Maciste contro lo sceicco (1962)
- Ursus gladiatore ribelle (1962)
- I dieci gladiatori (1963)
- Il trionfo dei dieci gladiatori (1964)
- I misteri della giungla nera (1991) – miniserial

### Reżyser
- Trudna miłość (L'Amore difficile, 1962)